# David J. Tholen
David James Tholen (* 31. Juli 1955) ist ein US-amerikanischer Astronom. Er wurde 1984 an der University of Arizona promoviert.

## Übersicht
Er arbeitet am Institute for Astronomy der University of Hawaii auf den Gebieten Planetologie und Astronomie des Sonnensystems. Er hat zwischen 1981 und 2006 insgesamt 37 Asteroiden identifiziert oder mitentdeckt.
1995 erstellte er Bilder des neu entdeckten Kometen Hale-Bopp zu einem Zeitpunkt, als sich der Komet im Verhältnis zu den Sternen im Hintergrund sehr langsam bewegte. Das Ergebnis aus den mit Rot-, Grün- und Gelbfiltern aufgenommenen und zu einem Farbbild zusammengesetzten Teilbildern wurde auf der Webseite des Institute for Astronomy veröffentlicht. Dieses Bild wurde von UFO-Fanatikern digital verändert, so dass es ein zusätzliches Objekt in der Nähe des Kometen zeigte, welches als außerirdisches Raumschiff erklärt wurde. Nachdem Tholen und sein Kollege Olivier R. Hainaut nachgewiesen hatten, dass es sich nur um eine manipulierte Version eines ihrer Bilder handelte, wurde das Bild zurückgezogen. Diese Klärung des Sachverhalts wurde jedoch von der Heaven’s Gate Sekte ignoriert. Im März 1997 folgte der Massensuizid von 39 Mitgliedern der Gruppe.

## Auszeichnungen und Entdeckungen
- 1984 erstellte Tholen ein nach ihm benanntes Klassifikationsschema mit 14 Klassen für die Einordnung von Asteroiden anhand ihrer Spektraleigenschaften.[3]
- 1987 wurde der Asteroid (3255) Tholen für seine Beiträge zur Planetologie nach ihm benannt.[4]
- 1990 erhielt er den Harold C. Urey Prize in Planetary Science der American Astronomical Society.[5]
- 2002, als einer von fünf Wissenschaftlern, die mit dem "Gene Shoemaker Near Earth Object Grant" ausgezeichnet wurden.
- Als wohl wichtigste Entdeckung gilt die Mitentdeckung des Asteroiden (99942) Apophis (vorher besser bekannt unter seiner vorläufigen Bezeichnung 2004 MN4) zusammen mit Roy Tucker und Fabrizio Bernardi von der Universität von Hawaii. Der Asteroid wird am 13. April 2029 der Erde sehr nah kommen.